# Kanjiža
za druga podobna imena glej Kaniža
Kanjiža (izvirno srbsko Кањижа; madžarsko Magyarkanizsa) je naselje v Srbiji, ki je središče istoimenske občine; slednja pa je del Severnobanatskega upravnega okraja.

## Demografija
V naselju živi 8318 polnoletnih prebivalcev, pri čemer je njihova povprečna starost 41,0 let (39,5 pri moških in 42,5 pri ženskah). Naselje ima 4025 gospodinjstev, pri čemer je povprečno število članov na gospodinjstvo 2,52.
To naselje je v glavnem madžarsko (glede na rezultate popisa iz leta 2002), a v času zadnjih treh popisov je opazno zmanjšanje števila prebivalcev.
|  |

| Demografija | Demografija     | Demografija     |
| Leto        | Št. prebivalcev | Št. prebivalcev |
| ----------- | --------------- | --------------- |
|             |                 |                 |
|             |                 |                 |
|             |                 |                 |
|             |                 |                 |
| 1948        | 11139           |                 |
| 1953        | 10842           |                 |
| 1961        | 10722           |                 |
| 1971        | 11240           |                 |
| 1981        | 11759           |                 |
| 1991        | 11541           | 11207           |
| 2002        | 10770           | 10200           |
|             |                 |                 |

| Etnična sestava po popisu iz leta 2002 | Etnična sestava po popisu iz leta 2002 | Etnična sestava po popisu iz leta 2002 | Etnična sestava po popisu iz leta 2002 | Etnična sestava po popisu iz leta 2002 |
| -------------------------------------- | -------------------------------------- | -------------------------------------- | -------------------------------------- | -------------------------------------- |
| Madžari                                | Madžari                                |                                        | 8.825                                  | 86,51%                                 |
| Srbi                                   | Srbi                                   |                                        | 865                                    | 8,48%                                  |
| Jugoslovani                            | Jugoslovani                            |                                        | 99                                     | 0,97%                                  |
| Romi                                   | Romi                                   |                                        | 86                                     | 0,84%                                  |
| Črnogorci                              | Črnogorci                              |                                        | 41                                     | 0,40%                                  |
| Hrvati                                 | Hrvati                                 |                                        | 32                                     | 0,31%                                  |
| Bunjevci                               | Bunjevci                               |                                        | 12                                     | 0,11%                                  |
| Albanci                                | Albanci                                |                                        | 7                                      | 0,06%                                  |
| Rusi                                   | Rusi                                   |                                        | 4                                      | 0,03%                                  |
| Rusini                                 | Rusini                                 |                                        | 3                                      | 0,02%                                  |
| Romuni                                 | Romuni                                 |                                        | 3                                      | 0,02%                                  |
| Makedonci                              | Makedonci                              |                                        | 3                                      | 0,02%                                  |
| Ukrajinci                              | Ukrajinci                              |                                        | 2                                      | 0,01%                                  |
| Slovaki                                | Slovaki                                |                                        | 2                                      | 0,01%                                  |
| Nemci                                  | Nemci                                  |                                        | 2                                      | 0,01%                                  |
| Muslimani                              | Muslimani                              |                                        | 2                                      | 0,01%                                  |
| Bošnjaki                               | Bošnjaki                               |                                        | 1                                      | 0,00%                                  |
| Neznano                                | Neznano                                |                                        | 36                                     | 0,35%                                  |